# Gouvernement Solberg
Royaume de Norvège
Stoltenberg II Støre
Le gouvernement Solberg (en norvégien : Erna Solbergs regjering) est le gouvernement du royaume de Norvège entre le 16 octobre 2013 et le 14 octobre 2021, durant les 61e et 62e législatures du Storting.

## Historique du mandat
Ce gouvernement est dirigé par la nouvelle Première ministre conservatrice Erna Solberg, anciennement ministre des Affaires locales. Il est initialement constitué et soutenu par une coalition minoritaire entre le Parti conservateur (H) et le Parti du progrès (FrP). Ensemble, ils disposent de 77 députés sur 169, soit 45,6 % des sièges du Storting. Il bénéficie du soutien sans participation du Parti populaire chrétien (KrF) et du Parti libéral (V), qui disposent ensemble de 20 députés, soit 11,8 % des sièges du Storting.
Il est formé à la suite des élections législatives du 9 septembre 2013.
Il succède donc au second gouvernement du travailliste Jens Stoltenberg, au pouvoir depuis octobre 2005, et constitué et soutenu par une coalition majoritaire entre le Parti travailliste (Ap), le Parti socialiste de gauche (SV) et le Parti du centre (Sp).

### Formation
Au cours du scrutin, les quatre formations du « bloc bourgeois » de droite remportent une large majorité, défaisant nettement la majorité de gauche conduite par Jens Stoltenberg. La cheffe de file du Parti conservateur Erna Solberg est alors pressentie pour former le prochain gouvernement, auquel participera pour la première fois de son histoire le Parti du progrès, parti populiste et anti-immigration.
Le 16 octobre suivant, Erna Solberg constitue officiellement son gouvernement de coalition, confiant les ministères-clé des Finances et du Pétrole à son partenaire. Elle avait précédemment négocié le soutien sans participation du Parti libéral et du Parti populaire chrétien, s'assurant une majorité absolue dans l'hémicycle parlementaire.

### Reconduction et évolution
Lors des élections législatives du 11 septembre 2017, les partis formant et soutenant le gouvernement confirment leur majorité absolue en sièges, conservateurs et progressistes recueillant ensemble près de 40 % des voix tandis que les travaillistes, première force de l'opposition, subissent un échec tout en restant le premier parti norvégien. La Première ministre procède le 20 octobre suivant à un remaniement ministériel au cours duquel elle confie notamment la direction de la diplomatie à Ine Marie Eriksen Søreide.
Après près de quatre mois de négociations, Erna Solberg annonce en janvier 2018 avoir conclu un accord de coalition gouvernementale avec le Parti libéral, qui devient le troisième parti à faire son entrée au gouvernement qu'elle dirige. Un an plus tard, elle parvient à une entente similaire avec le Parti populaire chrétien, qui accède à son tour au conseil des ministres, ce qui permet à la Première ministre de former le premier gouvernement de droite majoritaire depuis trente ans. Celui-ci ne dure que douze mois, puisque le Parti du progrès se retire de l'équipe exécutive en janvier 2020, après que les trois autres partenaires ont autorisé le rapatriement de la compagne d'un djihadiste et de ses enfants, partis en Syrie.

### Succession
Le gouvernement remet sa démission le 12 octobre 2021, un mois après les élections législatives qui ont consacré la victoire des partis de gauche et alors que le président du Parti travailliste Jonas Gahr Støre a conclu un accord de coalition avec le Parti du centre pour former un gouvernement minoritaire.

## Composition

### Initiale (16 octobre 2013)
| Poste                                                           | Titulaire | Titulaire                 | Parti |
| --------------------------------------------------------------- | --------- | ------------------------- | ----- |
| Première ministre                                               |           | Erna Solberg              | H     |
| Ministre auprès de la Première ministre                         |           | Vidar Helgesen            | H     |
| Ministre des Finances                                           |           | Siv Jensen                | FrP   |
| Ministre des Collectivités territoriales et de la Modernisation |           | Jan Tore Sanner           | H     |
| Ministre de l'Enfance, de l'Égalité et de l'Inclusion sociale   |           | Solveig Horne             | FrP   |
| Ministre du Commerce et de l'Industrie                          |           | Monica Mæland             | H     |
| Ministre des Transports et des Communications                   |           | Ketil Solvik-Olsen        | FrP   |
| Ministre de la Santé et des Services de soins                   |           | Bent Høie                 | H     |
| Ministre du Climat et de l'Environnement                        |           | Tine Sundtoft             | H     |
| Ministre des Affaires étrangères                                |           | Børge Brende              | H     |
| Ministre de l'Éducation et de la Recherche                      |           | Torbjørn Røe Isaksen      | H     |
| Ministre de la Pêche                                            |           | Elisabeth Aspaker         | H     |
| Ministre du Travail et des Affaires sociales                    |           | Robert Eriksson           | FrP   |
| Ministre de la Culture                                          |           | Thorhild Widvey           | H     |
| Ministre de l'Agriculture et de l'Alimentation                  |           | Sylvi Listhaug            | FrP   |
| Ministre de la Défense                                          |           | Ine Marie Eriksen Søreide | H     |
| Ministre du Pétrole et de l'Énergie                             |           | Tord Lien                 | FrP   |
| Ministre de la Justice et de la Sécurité publique               |           | Anders Anundsen           | FrP   |

### Remaniement du 16 décembre 2015
- Par rapport à la composition précédente, les nouveaux ministres sont indiqués en gras, ceux ayant changé d'attributions en italique.

| Poste | Titulaire | Titulaire                 | Parti |
| --- | --------- | ------------------------- | ----- |
| Première ministre                                                                                                |           | Erna Solberg              | H     |
| Ministre des Finances                                                                                            |           | Siv Jensen                | FrP   |
| Ministre des Collectivités territoriales et de la Modernisation                                                  |           | Jan Tore Sanner           | H     |
| Ministre de l'Enfance, de l'Égalité et de l'Inclusion sociale Ministre de l'Enfance et de l'Égalité (01/04/2016) |           | Solveig Horne             | FrP   |
| Ministre du Commerce et de l'Industrie                                                                           |           | Monica Mæland             | H     |
| Ministre des Transports et des Communications                                                                    |           | Ketil Solvik-Olsen        | FrP   |
| Ministre de la Santé et des Services de soins                                                                    |           | Bent Høie                 | H     |
| Ministre du Climat et de l'Environnement                                                                         |           | Vidar Helgesen            | H     |
| Ministre des Affaires étrangères                                                                                 |           | Børge Brende              | H     |
| Ministre de l'Éducation et de la Recherche                                                                       |           | Torbjørn Røe Isaksen      | H     |
| Ministre de la Pêche                                                                                             |           | Per Sandberg              | FrP   |
| Ministre du Travail et des Affaires sociales                                                                     |           | Anniken Hauglie           | H     |
| Ministre de la Culture                                                                                           |           | Linda Hofstad Helleland   | H     |
| Ministre de l'Agriculture et de l'Alimentation                                                                   |           | Jon Georg Dale            | FrP   |
| Ministre de la Défense                                                                                           |           | Ine Marie Eriksen Søreide | H     |
| Ministre du Pétrole et de l'Énergie                                                                              |           | Tord Lien                 | FrP   |
| Ministre de la Justice et de la Sécurité publique                                                                |           | Anders Anundsen           | FrP   |
| Ministre des Affaires de l'Espace économique européen et de l'Union européenne                                   |           | Elisabeth Aspaker         | H     |
| Ministre de l'Immigration et de l'Intégration                                                                    |           | Sylvi Listhaug            | FrP   |

### Remaniement du 20 décembre 2016
- Par rapport à la composition précédente, les nouveaux ministres sont indiqués en gras, ceux ayant changé d'attributions en italique.

| Poste                                                                          | Titulaire | Titulaire                 | Parti |
| ------------------------------------------------------------------------------ | --------- | ------------------------- | ----- |
| Première ministre                                                              |           | Erna Solberg              | H     |
| Ministre des Finances                                                          |           | Siv Jensen                | FrP   |
| Ministre des Collectivités territoriales et de la Modernisation                |           | Jan Tore Sanner           | H     |
| Ministre de l'Enfance et de l'Égalité                                          |           | Solveig Horne             | FrP   |
| Ministre du Commerce et de l'Industrie                                         |           | Monica Mæland             | H     |
| Ministre des Transports et des Communications                                  |           | Ketil Solvik-Olsen        | FrP   |
| Ministre de la Santé et des Services de soins                                  |           | Bent Høie                 | H     |
| Ministre du Climat et de l'Environnement                                       |           | Vidar Helgesen            | H     |
| Ministre des Affaires étrangères                                               |           | Børge Brende              | H     |
| Ministre de l'Éducation et de la Recherche                                     |           | Torbjørn Røe Isaksen      | H     |
| Ministre de la Pêche                                                           |           | Per Sandberg              | FrP   |
| Ministre du Travail et des Affaires sociales                                   |           | Anniken Hauglie           | H     |
| Ministre de la Culture                                                         |           | Linda Hofstad Helleland   | H     |
| Ministre de l'Agriculture et de l'Alimentation                                 |           | Jon Georg Dale            | FrP   |
| Ministre de la Défense                                                         |           | Ine Marie Eriksen Søreide | H     |
| Ministre du Pétrole et de l'Énergie                                            |           | Terje Søviknes            | FrP   |
| Ministre de la Justice et de la Sécurité publique                              |           | Per-Willy Amundsen        | FrP   |
| Ministre des Affaires de l'Espace économique européen et de l'Union européenne |           | Frank Bakke-Jensen        | H     |
| Ministre de l'Immigration et de l'Intégration                                  |           | Sylvi Listhaug            | FrP   |

### Remaniement du 20 octobre 2017
- Par rapport à la composition précédente, les nouveaux ministres sont indiqués en gras, ceux ayant changé d'attributions en italique.

| Poste                                                                          | Titulaire | Titulaire                 | Parti |
| ------------------------------------------------------------------------------ | --------- | ------------------------- | ----- |
| Première ministre                                                              |           | Erna Solberg              | H     |
| Ministre des Finances                                                          |           | Siv Jensen                | FrP   |
| Ministre des Collectivités territoriales et de la Modernisation                |           | Jan Tore Sanner           | H     |
| Ministre de l'Enfance, de l'Égalité et de l'Inclusion sociale                  |           | Solveig Horne             | FrP   |
| Ministre du Commerce et de l'Industrie                                         |           | Monica Mæland             | H     |
| Ministre des Transports et des Communications                                  |           | Ketil Solvik-Olsen        | FrP   |
| Ministre de la Santé et des Services de soins                                  |           | Bent Høie                 | H     |
| Ministre du Climat et de l'Environnement                                       |           | Vidar Helgesen            | H     |
| Ministre des Affaires étrangères                                               |           | Ine Marie Eriksen Søreide | H     |
| Ministre de l'Éducation et de la Recherche                                     |           | Torbjørn Røe Isaksen      | H     |
| Ministre de la Pêche                                                           |           | Per Sandberg              | FrP   |
| Ministre du Travail et des Affaires sociales                                   |           | Anniken Hauglie           | H     |
| Ministre de la Culture                                                         |           | Linda Hofstad Helleland   | H     |
| Ministre de l'Agriculture et de l'Alimentation                                 |           | Jon Georg Dale            | FrP   |
| Ministre de la Défense                                                         |           | Frank Bakke-Jensen        | H     |
| Ministre du Pétrole et de l'Énergie                                            |           | Terje Søviknes            | FrP   |
| Ministre de la Justice et de la Sécurité publique                              |           | Per-Willy Amundsen        | FrP   |
| Ministre des Affaires de l'Espace économique européen et de l'Union européenne |           | Marit Berger Røsland      | H     |
| Ministre de l'Immigration et de l'Intégration                                  |           | Sylvi Listhaug            | FrP   |

### Remaniement du 17 janvier 2018
- Par rapport à la composition précédente, les nouveaux ministres sont indiqués en gras, ceux ayant changé d'attributions en italique.

| Poste                                                                            | Titulaire | Titulaire                                                                                    | Parti |
| -------------------------------------------------------------------------------- | --------- | -------------------------------------------------------------------------------------------- | ----- |
| Première ministre                                                                |           | Erna Solberg                                                                                 | H     |
| Ministre des Finances                                                            |           | Siv Jensen                                                                                   | FrP   |
| Ministre des Collectivités territoriales et de la Modernisation                  |           | Monica Mæland                                                                                | H     |
| Ministre de l'Enfance et de l'Égalité                                            |           | Linda Hofstad Helleland                                                                      | H     |
| Ministre du Commerce et de l'Industrie                                           |           | Torbjørn Røe Isaksen                                                                         | H     |
| Ministre des Transports et des Communications                                    |           | Ketil Solvik-Olsen                                                                           | FrP   |
| Ministre de la Santé et des Services de soins                                    |           | Bent Høie                                                                                    | H     |
| Ministre du Climat et de l'Environnement                                         |           | Ola Elvestuen                                                                                | V     |
| Ministre des Affaires étrangères                                                 |           | Ine Marie Eriksen Søreide                                                                    | H     |
| Ministre de l'Éducation et de l'Intégration                                      |           | Jan Tore Sanner                                                                              | H     |
| Ministre de la Pêche Ministre de la Pêche et des Produits de la mer (13/08/2018) |           | Per Sandberg (jusqu'au 13/08/2018) Harald Tom Nesvik                                         | FrP   |
| Ministre du Travail et des Affaires sociales                                     |           | Anniken Hauglie                                                                              | H     |
| Ministre de la Culture                                                           |           | Trine Skei Grande                                                                            | V     |
| Ministre de l'Agriculture et de l'Alimentation                                   |           | Jon Georg Dale                                                                               | FrP   |
| Ministre de la Défense                                                           |           | Frank Bakke-Jensen                                                                           | H     |
| Ministre du Pétrole et de l'Énergie                                              |           | Terje Søviknes                                                                               | FrP   |
| Ministre de la Justice, de la Sécurité publique et de l'Immigration              |           | Sylvi Listhaug (jusqu'au 20/03/2018) Per Sandberg a.i. (jusqu'au 04/04/2018) Tor Mikkel Wara | FrP   |
| Ministre du Développement international                                          |           | Nikolai Astrup                                                                               | H     |
| Ministre des Personnes âgées et de la Santé publique                             |           | Åse Michaelsen                                                                               | FrP   |
| Ministre de la Recherche et de l'Enseignement supérieur                          |           | Iselin Nybø                                                                                  | V     |

### Remaniement du 31 août 2018
- Par rapport à la composition précédente, les nouveaux ministres sont indiqués en gras, ceux ayant changé d'attributions en italique.

| Poste                                                               | Titulaire | Titulaire                 | Parti |
| ------------------------------------------------------------------- | --------- | ------------------------- | ----- |
| Première ministre                                                   |           | Erna Solberg              | H     |
| Ministre des Finances                                               |           | Siv Jensen                | FrP   |
| Ministre des Collectivités territoriales et de la Modernisation     |           | Monica Mæland             | H     |
| Ministre de l'Enfance et de l'Égalité                               |           | Linda Hofstad Helleland   | H     |
| Ministre du Commerce et de l'Industrie                              |           | Torbjørn Røe Isaksen      | H     |
| Ministre des Transports et des Communications                       |           | Jon Georg Dale            | FrP   |
| Ministre de la Santé et des Services de soins                       |           | Bent Høie                 | H     |
| Ministre du Climat et de l'Environnement                            |           | Ola Elvestuen             | V     |
| Ministre des Affaires étrangères                                    |           | Ine Marie Eriksen Søreide | H     |
| Ministre de l'Éducation et de l'Intégration                         |           | Jan Tore Sanner           | H     |
| Ministre de la Pêche et des Produits de la mer                      |           | Harald Tom Nesvik         | FrP   |
| Ministre du Travail et des Affaires sociales                        |           | Anniken Hauglie           | H     |
| Ministre de la Culture                                              |           | Trine Skei Grande         | V     |
| Ministre de l'Agriculture et de l'Alimentation                      |           | Bård Hoksrud              | FrP   |
| Ministre de la Défense                                              |           | Frank Bakke-Jensen        | H     |
| Ministre du Pétrole et de l'Énergie                                 |           | Kjell-Børge Freiberg      | FrP   |
| Ministre de la Justice, de la Sécurité publique et de l'Immigration |           | Tor Mikkel Wara           | FrP   |
| Ministre du Développement international                             |           | Nikolai Astrup            | H     |
| Ministre des Personnes âgées et de la Santé publique                |           | Åse Michaelsen            | FrP   |
| Ministre de la Recherche et de l'Enseignement supérieur             |           | Iselin Nybø               | V     |

### Remaniement du 22 janvier 2019
- Par rapport à la composition précédente, les nouveaux ministres sont indiqués en gras, ceux ayant changé d'attributions en italique.

| Poste                                                           | Titulaire | Titulaire                                                                                | Parti |
| --------------------------------------------------------------- | --------- | ---------------------------------------------------------------------------------------- | ----- |
| Première ministre                                               |           | Erna Solberg                                                                             | H     |
| Ministre des Finances                                           |           | Siv Jensen                                                                               | FrP   |
| Ministre des Collectivités territoriales et de la Modernisation |           | Monica Mæland                                                                            | H     |
| Ministre de l'Enfance et des Familles                           |           | Kjell Ingolf Ropstad                                                                     | KrF   |
| Ministre du Commerce et de l'Industrie                          |           | Torbjørn Røe Isaksen                                                                     | H     |
| Ministre des Transports et des Communications                   |           | Jon Georg Dale                                                                           | FrP   |
| Ministre de la Santé et des Services de soins                   |           | Bent Høie                                                                                | H     |
| Ministre du Climat et de l'Environnement                        |           | Ola Elvestuen                                                                            | V     |
| Ministre des Affaires étrangères                                |           | Ine Marie Eriksen Søreide                                                                | H     |
| Ministre de l'Éducation et de l'Intégration                     |           | Jan Tore Sanner                                                                          | H     |
| Ministre de la Pêche et des Produits de la mer                  |           | Harald Tom Nesvik                                                                        | FrP   |
| Ministre du Travail et des Affaires sociales                    |           | Anniken Hauglie                                                                          | H     |
| Ministre de la Culture                                          |           | Trine Skei Grande                                                                        | V     |
| Ministre de l'Agriculture et de l'Alimentation                  |           | Olaug Bollestad                                                                          | KrF   |
| Ministre de la Défense                                          |           | Frank Bakke-Jensen                                                                       | H     |
| Ministre du Pétrole et de l'Énergie                             |           | Kjell-Børge Freiberg (jusqu'au 18/12/2019) Sylvi Listhaug                                | FrP   |
| Ministre de la Justice et de l'Immigration                      |           | Tor Mikkel Wara (jusqu'au 29/03/2019) Jøran Kallmyr                                      | FrP   |
| Ministre du Développement international                         |           | Dag Inge Ulstein                                                                         | KrF   |
| Ministre des Personnes âgées et de la Santé publique            |           | Åse Michaelsen (jusqu'au 03/05/2019) Sylvi Listhaug (jusqu'au 18/12/2019) Terje Søviknes | FrP   |
| Ministre de la Recherche et de l'Enseignement supérieur         |           | Iselin Nybø                                                                              | V     |
| Ministre de la Sécurité publique                                |           | Ingvil Smines Tybring-Gjedde                                                             | FrP   |
| Ministre du Numérique                                           |           | Nikolai Astrup                                                                           | H     |

### Remaniement du 24 janvier 2020
- Par rapport à la composition précédente, les nouveaux ministres sont indiqués en gras, ceux ayant changé d'attributions en italique.

| Poste                                                           | Titulaire | Titulaire                                                       | Parti |
| --------------------------------------------------------------- | --------- | --------------------------------------------------------------- | ----- |
| Première ministre                                               |           | Erna Solberg                                                    | H     |
| Ministre des Finances                                           |           | Jan Tore Sanner                                                 | H     |
| Ministre des Collectivités territoriales et de la Modernisation |           | Nikolai Astrup                                                  | H     |
| Ministre de l'Enfance et des Familles                           |           | Kjell Ingolf Ropstad (jusqu'au 20/09/2021) Olaug Bollestad      | KrF   |
| Ministre du Commerce et de l'Industrie                          |           | Iselin Nybø                                                     | V     |
| Ministre des Transports et des Communications                   |           | Knut Arild Hareide                                              | KrF   |
| Ministre de la Santé et des Services de soins                   |           | Bent Høie                                                       | H     |
| Ministre du Climat et de l'Environnement                        |           | Sveinung Rotevatn                                               | V     |
| Ministre des Affaires étrangères                                |           | Ine Marie Eriksen Søreide                                       | H     |
| Ministre de l'Éducation et de l'Intégration                     |           | Trine Skei Grande (jusqu'au 31/03/2020) Guri Melby              | V     |
| Ministre de la Pêche et des Produits de la mer                  |           | Geir-Inge Sivertsen (jusqu'au 02/03/2020) Odd Emil Ingebrigtsen | H     |
| Ministre du Travail et des Affaires sociales                    |           | Torbjørn Røe Isaksen                                            | H     |
| Ministre de la Culture et de l'Égalité                          |           | Abid Raja                                                       | V     |
| Ministre de l'Agriculture et de l'Alimentation                  |           | Olaug Bollestad                                                 | KrF   |
| Ministre de la Défense                                          |           | Frank Bakke-Jensen                                              | H     |
| Ministre du Pétrole et de l'Énergie                             |           | Tina Bru                                                        | H     |
| Ministre de la Justice et de la Sécurité publique               |           | Monica Mæland                                                   | H     |
| Ministre du Développement international                         |           | Dag Inge Ulstein                                                | KrF   |
| Ministre de la Recherche et de l'Enseignement supérieur         |           | Henrik Asheim                                                   | H     |
| Ministre du Développement régional et du Numérique              |           | Linda Hofstad Helleland                                         | H     |